# 五號風球
五號風球是香港一個已停用的熱帶氣旋警告信號，於1973年被八號西北烈風或暴風信號取代。

## 歷史
香港天文台從1884年開始就為香港海港內的輪船懸掛颱風信號以作示警，其後並開始為原有的信號球加設數字來代表風力強度和風向。當時，香港天文台有兩套信號系統。一套是本地颱風警告信號（為位於香港警戒範圍以內的颱風），另外一套是非本地颱風警告信號（為位於香港警戒範圍以外的颱風）。

## 1905年
五號風球從1905年開始出現。根據當時的系統，五號風球代表香港南方有颱風出現。信號球形狀為朝下錐體（▼）。信號分為紅色和黑色。紅色信號代表颱風距離香港超過300哩，黑色信號則代表颱風距離香港少於300哩。
根據當時的憲報，懸掛風球並不一定代表天文台預料香港會出現惡劣天氣。

## 1917年
根據1917年的信號系統，五號風球信號球形狀為黑色球體（●），與舊有的強烈季候風信號信號球一模一樣。夜間信號燈顏色為「白白綠」（由上至下），代表烈風從西方吹襲。

## 1931年
根據1931年的信號系統，五號風球信號球形狀改為現在香港市民熟悉的朝上三角形（▲）。夜間信號燈顏色則改為「白綠綠」（  ），代表烈風預料從西北方吹襲香港。

## 被八號風球取代
天文台為改變香港市民對五至八號風球與風力的誤解，所以於1973年把五至八號風球合併成現在的八號烈風或暴風信號。根據記錄，天文台是在1971年最後一次懸掛五號風球。